# عبد الكريم العليوات
عبد الكريم العليوات (ولد في 1929 في فريج المخارقة، المنامة، البحرين - توفي في 25 يناير 2015 في المنامة، البحرين) رجل أعمال وسياسي بحريني.

## النشأة والتعليم
وُلد العليوات في المنامة العام 1929. هو الابن البكر لعبد علي العليوات أحد قادة هيئة الاتحاد الوطني في خمسينات القرن العشرين (1954-1956) ورجل الأعمال المعروف آنذاك. والدته هي فاطمة محمد الصادق.
عندما بلغ من العمر 9 سنوات التحق بالمدرسة الجعفرية (جاليا مدرسة أبو بكر الصديق الإبتدائية الإعدادية للبنين) ثم بالمدرسة الابتدائية الشرقية ثم أكمل دراسته الثانوية في مدرسة المنامة بالقسم التجاري.

## المسيرة المهنية والسياسية
عمل بوظيفة أمين سر في المحكمة الكبرى من 1945 حتى 1953. تم تعيينه أول مدير للمكتبة العامة في المنامة في عام 1948 وهي أول مكتبة عامة في البحرين. كذلك في عام 1948 تم تعيينه كأول مدير لسينما البحرين التي كان موقعها في الحورة والتي كانت مملوكة من قبل علي بن أحمد آل خليفة. تم تعيينه عضو مجلس إدارة بنك الإسكان حتى العام 2000.
قام مع أخيه فيصل بتأسيس مكتبة تجارية في عام 1944 تحت مسمى مكتبة الأندلس ثم تحت اسم الشركة العربية للوكالات والتوزيع ولاتزال المكتبة مستمرة حتى الآن إذ تقوم بتوزيع وبيع الكتب والمجلات. في عام 1965 انضم إلى اتحاد الناشرين والموزعين في العالم (الديتبرس). في عام 1970 انضم إلى اتحاد الموزعين العرب. في 30 مارس 1971 أقام العليوات أول معرض للكتاب في البحرين وأقامه في نادي العروبة برعاية من القائم بأعمال التربية والتعليم حينها عبد العزيز بن محمد آل خليفة.
بعد استقلال البحرين عام 1971 فاز العليوات بعضوية المجلس التأسيسي في 1972 وكان من الأعضاء الذين شاركوا بفاعلية في مناقشة وإقرار مسودة دستور 1973 الذي تشكل بموجبه المجلس الوطني لاحقا. ثم رشح نفسه في انتخابات المجلس الوطني عام 1973 ولكنه سقط في هذه الانتخابات.
نظم معرض آخر للكتاب في العام 1973 اشتركت فيه أكثر من عشرين دار نشر عربية وأقيم في قاعة القسم التجاري بمدرسة المنامة الثانوية للبنين. قامت مكتبته بإصدار مجموعة من الإصدارات المهمة في السبعينات في مختلف مجالات الفكر والمعرفة وخاصة الأدبية مثل «موت صاحب العربة» للأديب محمد عبد الملك و«ديوان البشارة» لقاسم حداد ومجموعة قصصية لفؤاد عبيد وغيرها. كما قام بنشر كتاب «البحرين عبر التاريخ» لعبد الله بن خالد آل خليفة وعبد الملك يوسف الحمر وكتاب «البحرين وأهميتها بين الإمارات العربية» لإبراهيم عبد الكريم محمد. كما قام بطبع دواوين الشاعر الراحل إبراهيم العريض. آخر ما أصدره من الإنتاجات الأدبية كتابه «البحرين... مذكراتي من الهيئة إلى الاستقلال» صدر في عام 2014 والذي روى فيه مشاهداته عن الحركة المطلبية من ثلاثينات القرن العشرين مرورا بانتفاضة الخمسينات حتى العمل البرلماني في سبعينات القرن العشرين.

## الحياة الشخصية
في عام 1949 تزوج من ابنة خاله بهية أحمد العليوات. وقد أنجب ثمانية بنات وابن واحد هم على الترتيب: هدى (1951-سنة الوفاة غير معروف) وسمير وباسمة وسميرة وفدوى ويسرى ونجوى ووفاء وذكرى.
لديه سبعة إخوة وثلاث أخوات وهم: عبد الحميد وفيصل ومحسن وعزيز وأنور وتوفيق وفؤاد وخيرية وبدرية ومنيرة.
نشأ وعاش في منزل والده في فريج المخارقة حتى عندما تزوج استقر في منزل والده حتى تم منحه منزل في مدينة عيسى في منتصف السبعينات.

## الوفاة
توفي العليوات في يوم الأحد الموافق 25 يناير 2015 عن عمر ناهز 85 عام وُوري الثرى في مقبرة المنامة.

## المؤلفات
- البحرين... مذكراتي من الهيئة إلى الاستقلال (2014).[5]